# Eurobandið
Eurobandið är en popduo från Island som representerade Island i Eurovision Song Contest 2008. Bidraget, som ursprungligen sjöngs på isländska med titeln Fullkomið líf, framfördes i finalen som This is My Life och kom på 14:e plats av 25 bidrag.

## Bandmedlemmar
- Friðrik Ómar
- Regína Ósk

## Diskografi
Album
- 2008: This Is My Life

Singlar
- 2008: This Is My Life